# Aspalathus latifolia
Aspalathus latifolia är en ärtväxtart som beskrevs av Harry Bolus. Aspalathus latifolia ingår i släktet Aspalathus och familjen ärtväxter. Inga underarter finns listade i Catalogue of Life.